# Покрова (монета)
«Покро́ва» — пам'ятна монета номіналом 5 гривень, випущена Національним банком України, присвячена одному із значних свят православ'я, що пов'язане з образом Богородиці — справедливої заступниці всіх віруючих. Зміст свята становить ідея покровительства.
Монету введено в обіг 30 вересня 2005 року. Вона належить до серії «Обрядові свята України».

## Опис монети та характеристики
| Номінал грн. | Метал      | Маса, г | Діаметр, мм | Якість виготовлення       | Гурт     | Тираж, штук |
| ------------ | ---------- | ------- | ----------- | ------------------------- | -------- | ----------- |
| 5            | нейзильбер | 16,54   | 35,0        | спеціальний анциркулейтед | рифлений | 45 000      |

### Аверс
На аверсі монети зображена композиція з калини, рослин, рушника, на тлі якої — рік карбування монети «2005», у центрі композиції розміщено малий Державний Герб України, під ним — гетьманські клейноди (пірнач і булава) та козацька шабля. Ліворуч і праворуч — стилізовані квіти і птахи, між якими розміщено написи: «УКРАЇНА», «5 ГРИВЕНЬ», та логотип Монетного двору Національного банку України.

### Реверс

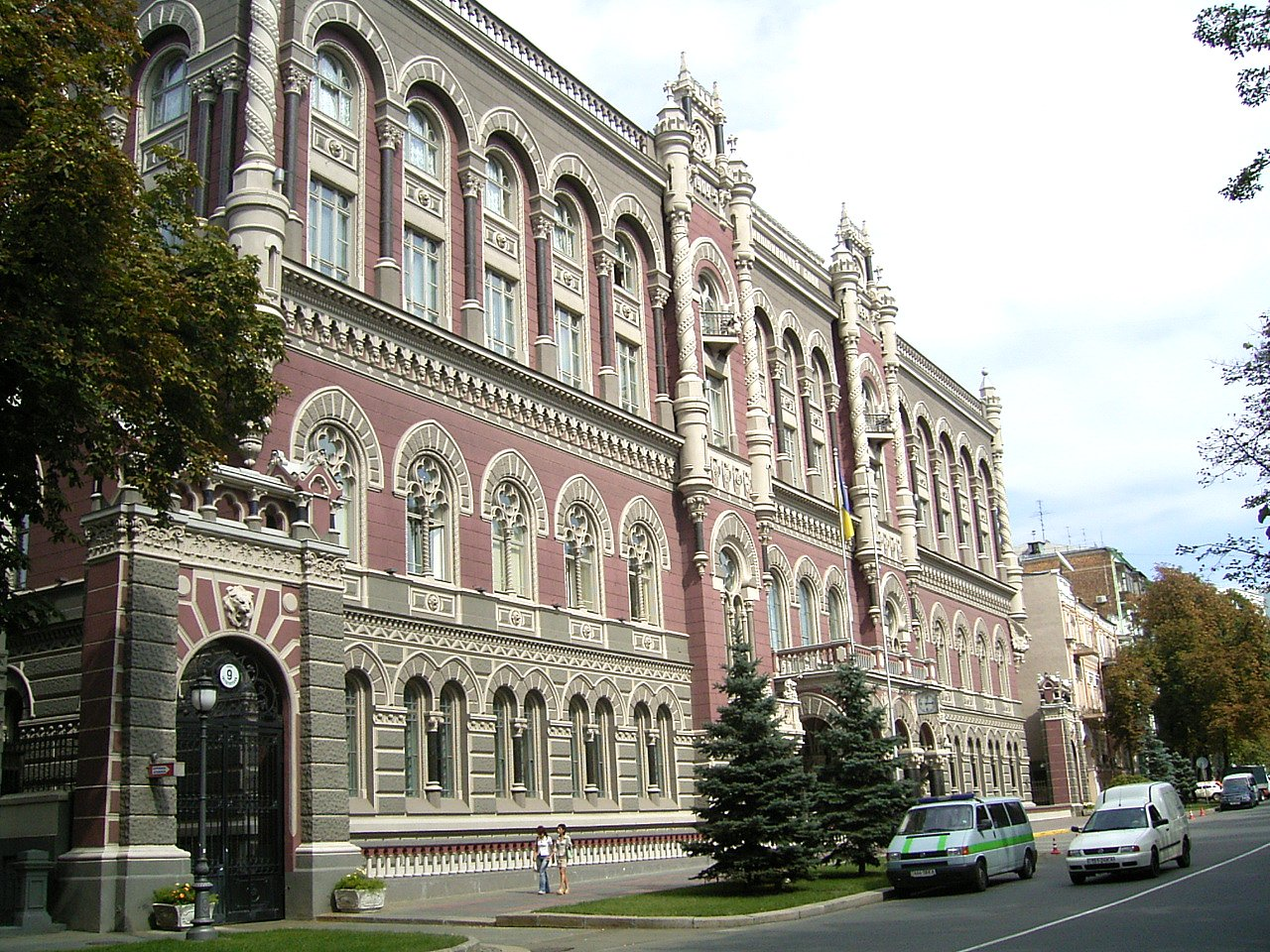
Будівля Національного банку України

На реверсі монети зображено багатофігурну композицію зустрічі батьками, які тримають ікону і коровай, молодих, угорі — Покрова. Праворуч півколом розміщено напис: «ПОКРОВА».

## Автори
- Художник — Кочубей Микола.
- Скульптори: Атаманчук Володимир, Чайковський Роман.

## Вартість монети
Ціну монети — 5 гривень встановив Національний банк України у період реалізації монети через його філії в 2005 році.
Фактична приблизна вартість монети з роками змінювалася так:
| Рік        | 2010 | 2011 | 2012 | 2013 | 2014 | 2015 | 2016 | 2017 | 2018 | 2019 | 2020 | 2021 | 2022 | 2023 | 2024 | 2025 |
| ---------- | ---- | ---- | ---- | ---- | ---- | ---- | ---- | ---- | ---- | ---- | ---- | ---- | ---- | ---- | ---- | ---- |
| Ціна, грн. | 30   | 30   | 40   | 55   | 70   | 90   | 120  | 140  | 150  | 150  | 160  | 200  | 220  | 520  | 570  | 580  |